# Underofficer av 3. graden
Underofficer av 3. graden var 1873-1877 och 1919-1926 den lägsta underofficersgraden i den svenska flottan. 

## Första införandet och avskaffandet
Graden tilldelades 1873 de som tidigare hade varit understyrmän, underkonstaplar och underskeppare. 1877 blev gradens innehavare underofficerare av 2. graden. 

## Andra införandet och avskaffandet
Underofficer av 3. graden återinfördes 1919 då de tidigare underofficerskorpralerna fick denna grad. Den var till 1926 den lägsta underofficersgraden i den svenska flottan och i kustartilleriet. Nya befordringar till graden upphörde 1926 och graden försvann när dåvarande innehavare befordrades eller tog avsked. Graden ersattes med en ny högsta underbefälsgrad, flaggkorpral.

## Tjänsteställning och tilltal

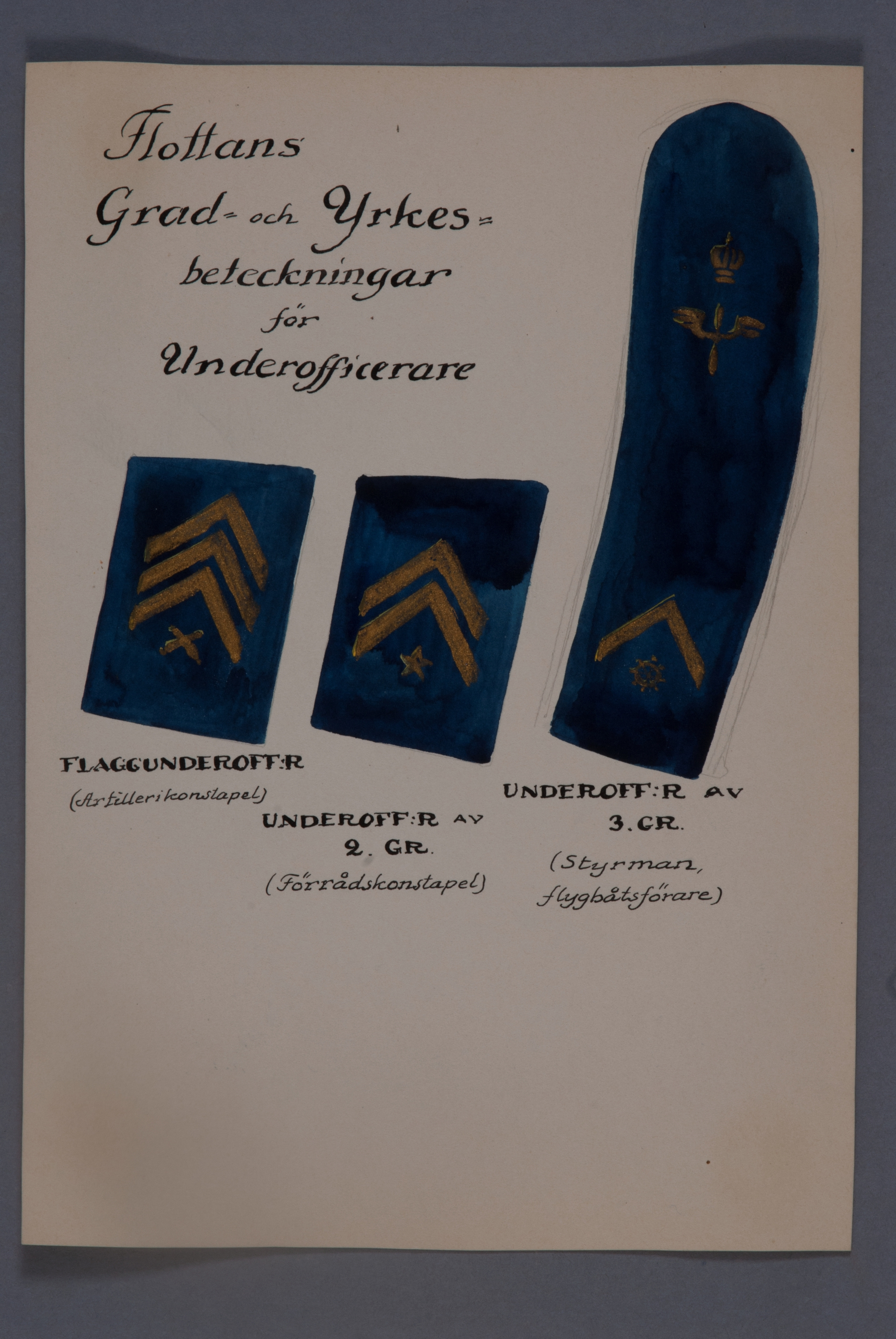
Gradbeteckningar för underofficerare vid flottan 1919-1925. Armémuseum.

Underofficerare av 3. graden hade tjänsteställning under sergeant i armén, men över den högsta underbefälsgraden. De tilltalades med specialbenämningar beroende på den yrkesavdelning de tillhörde. I flottan sålunda: konstapel, skeppare, styrman, maskinist, rustmästare, torpedmästare och kvartersman. I kustartilleriet: sergeant, maskinist, rustmästare, torpedmästare och stabstrumpetare.